# Titov trg, Koper
Titov trg je glavni mestni trg v Kopru.
Velja za enega od najlepših in najskladnejših mestnih trgov na nekdanjem beneškem ozemlju. V drugi polovici 15. stoletja so na njem ustvarili najpomembnejše arhitekturne spomenike, ki ga obkrožajo in mu dajejo poseben pečat (pretorska palača, loža, stolnica, armeria in foresteria), z njimi je trg dobil dokončno podobo. Skozi stoletja je bil središče mesta in ima še danes vlogo stičišča glavnih prometnih žil v Kopru. Skozi zgodovino se je ohranjala tudi življenjskost trga z živahnim utripom. Na njem so se in se dogajajo najrazličnejše manifestacije in kulturne prireditve v turistični sezoni.
V virih se najprej pojavi pod imenom Plathea comunis in Plathea comunitatis. Na Finijevem zemljevidu iz leta 1616 se pojavlja zgolj z imenom Trg. Avstrijci so ga v katastru poimenovali po mestu Leipzig, po kraju, kjer so avstrijske sile porazile Napoleonove čete. Del Titovega trga med stolnico in škofijskim dvorcem se je v tistem času imenoval Piazza del Duomo (Katedralski trg), v zgodovinskem vodniku po Kopru iz 1905 pa je tako poimenovan celotni trg. V tridesetih letih 20. stoletja so trg preimenovali v Piazza Roma. Nekaj let po drugi svetovni vojni je trg nato postal Trg revolucije, leta 1956 pa je bil preimenovan v sedanje ime.